# Battista Lena
Battista Lena (Viareggio, província de Lucca, Toscana, 7 de juny de 1960) és un guitarrista i compositor de jazz i de bandes sonores de cinema, reconegut per músics tant variats com Daniel Humair, Jon Christensen, Billy Cobham, Richard Galliano o John Scofield amb els que va tocar, i també és afeccionat a la música contemporània. Està casat amb la directora de cinema italiana Francesca Archibugi.

## Biografia
Fill de la crítica d'art i feminista italiana Carla Lonzi, va viure a Milà fins al 1973 quan va començar a tocar la guitarra de manera autodidacta. Més tard, es va traslladar amb la seva mare a Roma, on va interessar jazz amb el guitarrista italià Eddy Palermo. El 1985 va començar a tocar amb el bateria italià Roberto Gatto amb qui enregistra cinc discos. Del 1991 al 1996, va participar al quartet d'Enrico Rava amb Paolino Dalla Porta i Roberto Gatto, i va tocar al trio amb Palle Danielsson i Jon Christensen, amb motiu de nombroses gires per Europa. El 1994, l'àlbum Rava l'opera va obté la menció Jazz Top de la revista Musica Jazz.
Dedica temps a l'ensenyament de guitarra (classe magistral al festival de jazz de Siena, al Festival de Sons de Méditerranée de Roccella Ionica) i a ensenyar composició musical de pel·lícules (New-York University de Florència, Strade del Cinema d'Aosta). Des del 2008, ensenya guitarra i composició de jazz a la seu de la Universitat de Nova York a Florència.

## Jazz Bandai òpera jazz
En 1996 va crear el projecte Banda Sonora, que associa la cinquantena de músics de la Banda Buenaventura Somma de Chianciano Terme a un sextet de jazz : Battista Lena (guitarra), Enrico Rava (trompeta), Gabriele Mirabassi (clarinet), Gianni Coscia (acordió), Enzo Pietropaoli (contrebaix), Marcello Di Leonardo (bateria). Més enllà del contingut musical, que consagra una música alegre, joiosa i festiva, propera a les atmosferes de Nino Rota, aquest projecte és especialment humà, amb la capacitat d'haver reunit músics professionals de jazz i músics amateurs de totes les edats. Aquest projecte va ser objecte d'un documental de seixanta minuts de la RAI el 1999: La Strana Storia Di Banda Sonora. L'enregistrament d'aquesta obra fou recompensat amb un « choc » de Jazzman i quatre "ffff" de Télérama.
El 2005 va escriure una « ópera-jazz » sobre el tema de la vida solitària d'un cosmonauta rus, amb la mateixa idea d'associar un grup de jazz i una fanfàrria amateur, sobre poemes de Marco Lodoli: I Cosmonauti Russi. Aquesta peça musical és presentada a França el 2005 al Grenoble Jazz Festival. L'àlbum homònim consta de dos CD, un en italià (amb les veus de Gianmaria Testa i Maria Pia de Vito), l'altre en francès (amb Arthur H i Rokia Traoré). Aquesta peça va ser interpretada el 1998 amb els músics amateurs de l'Harmonie Saint Pierre d'Amiens.

## Altres projectes
En 2007 Battista Lena realitza en col·laboració amb la directora Francesca Archibugi un projecte de pel·lícula-concert, Ballata in Sud. El 2012 compon la música de l'espectacle Le Radici nell'aria del poeta italià Pierluigi Cappello. El 2013 va crear la signatura Lift-music per la que va registrar Mi Ami?.
El 2014, com a part del programa Les Nouveaux commanditaires de la Fondation de France, va dirigir un encàrrec per a orquestra d'amateurs titulada Ultimo Cielo. Aquesta obra és un homenatge al pintor italià Giuseppe Pinot-Gallizio, fundador del situacionisme després de la seva reunió amb el pintor danès Asger Jorn. Inclou la projecció d'un vídeo de la “pintura industrial” de Pinot Gallizio.
Battista Lena actua en escenaris de jazz italians i internacionals, com ara el Festival Internacional de Jazz de Montréal, el Roccella Ionica Jazz Festival, l'Umbria Jazz de Perusa, els concerts a Bonn i Jena, i el F'Estival des Musiques d'Ici et d'Ailleurs a Châlons-en-Champagne.

## Música de cinema
Battista Lena ha escrit molta música de cinema. L'any 1996 va ser nominat a Espanya al Goya a la millor música original, per la pel·lícula El día de la bestia d'Álex de la Iglesia. El 1998 a Itàlia va ser nominat al Ciak d'oro per la pel·lícula Ovosodo de Paolo Virzì, i en 1999 al Nastro d'Argento a la millor música de pel·lícula per L'albero delle pere de Francesca Archibugi. En 2018 fou nominat pel Globus d'Or per Gli Sdraiati de Francesca Archibugi.
- Vivere (Francesca Archibugi, 2019)
- Il Grande Salto (Giorgio Tirabassi, 2018)
- Romanzo Famigliare (Francesca Archibugi, 2018)
- Gli Sdraiati (Francesca Archibugi, 2017)
- Il Nome del Figlio (Francesca Archibugi, 2015)
- Parole Povere (Francesca Archibugi, 2014)
- Questione Di Cuore (Question de cœur) (Francesca Archibugi, 2009)
- Lezioni di volo (Francesca Archibugi, 2007)
- Gabbiani (Estudi sobre La gavina d'Anton Txékhov), (Francesca Archibugi, 2004)
- Domani (Francesca Archibugi, 2001)
- L'albero delle pere (Francesca Archibugi, 1998)
- Il Guerriero Camillo (Claudio Bigagli, 1998)
- Ovosodo (Paolo Virzì, 1997) : Gran premi especial del jurat i Petit lleó d'or a la 54a Mostra Internacional de Cinema de Venècia
- La strana storia di Banda Sonora (Francesca Archibugi, 1997) : Prix Unesco "Jean Rouch" a la 54a Mostra Internacional de Cinema de Venècia
- Ferie d'agosto (Paolo Virzì, 1996) : David di Donatello "Millor pel·lícula"
- El día de la bestia (Álex de la Iglesia, 1996)
- Con gli occhi chiusi (Francesca Archibugi, 1994)
- Il grande cocomero (Francesca Archibugi, 1993) : David di Donatello "Miglior Film"
- Verso sera (Francesca Archibugi, 1991) : David di Donatello "Miglior Film"
- Mignon è partita (Francesca Archibugi, 1989) : David di Donatello "Miglior Film"

## Discografia

### AmbRoberto Gatto
- 1987 : Ask (amb John Scofield) (Duck)
- 1989 : Luna (Gala)
- 1991 : Jungle Tree (Concord)
- 1993 : Il Grande Cocomero (BMG)
- 1994 : L'Avventura (CGD Warner)
- 2012 : Pure Imagination (Albòre Jazz)

### AmbEnrico Rava
- 1993 : Rava l'Opera Và (Label Bleu, LBLC-6559)

### AmbGabriele Mirabassi
- 1997 : Cambaluc (Egea)

### AmbEnzo Pietropaoli
- 1999 : Stolen Songs (Splash Records)
- 2003 : Urban Waltz (Millesuoni)

### Com a líder
- 1995 : Come Una Volta (Egea)
- 1996 : Banda Sonora (amb Enrico Rava), Label Bleu, LBLC-6591)
- 1998 : Con Gli Occhi Chiusi (BMG)
- 1999 : Mille Corde (amb Paolo Fresu), Egea)
- 1999 : L'Albero Delle Pere (Cam)
- 2001 : Domani (Cam)
- 2003 : I Cosmonauti Russi (amb Enrico Rava), Label Bleu, LBLC-6641/42)
- 2001 : Battista Lena Plays (Via Veneto Jazz, VVJ-028)
- 2012 : La Notte (Fonè, SACD 126)
- 2014 : Mi Ami? (Lift-Music)
- 2015 : Il Nome del figlio (CAM)
- 2015 : Lezioni di Volo / Questione di Cuore (Lift-Movie)
- 2017 : Gli Sdraiati (BMG)
- 2018 : Romanzo Famigliare (Rai Com)